# Cavaion Veronese
Pour les articles homonymes, voir Véronèse (homonymie).
Cavaion Veronese est une commune de la province de Vérone dans Vénétie en Italie.

## Administration
| Période                                  | Période  | Identité              | Étiquette | Qualité |
| ---------------------------------------- | -------- | --------------------- | --------- | ------- |
| 14 juin 2004                             | En cours | Lorenzo Mario Sartori |           |         |
| Les données manquantes sont à compléter. |          |                       |           |         |

### Hameaux
Sega

### Communes limitrophes
Affi, Bardolino, Pastrengo, Rivoli Veronese, Sant'Ambrogio di Valpolicella

### Jumelage
- Bad Aibling (Allemagne) depuis 2006